# Rio Guapiara
O rio Guapiara, é um rio brasileiro do estado de São Paulo, pertence à bacia do rio Paranapanema.               
O rio Guapiara nasce entre os municípios de São Miguel Arcanjo e Sete Barras na localização geografica, latitude 24º05'05" sul e longitude 47º56'05" oeste, a cerca de cinco quilômetros do trecho não asfaltado da rodovia estadual SP-139.

## Percurso
Da nascente segue em direção noroeste (330º) do estado de São Paulo, e depois segue sempre mais ou menos paralelo a rodovia SP-139 em direção ao noroeste até as proximidades da localidade chamada Formiga, onde se junta (margem norte) com o rio Paranapanema, provavelmente é o primeiro afluente. 

## Banha os municípios
Passa pelos municípios de: São Miguel Arcanjo e Capão Bonito.

## Afluentes
- Margem sul:
  - Não consta

- Margem norte:
  - Rio Taquaral.

## Final
Na localidade de Formiga, se torna afluente do rio Paranapanema na localização geografica, latitude 24º00'06" sul e longitude 48º10'24" oeste, dez quilômetros antes do rio Paranapanema passar pela rodovia estadual SP-250 na localidade de Ferreira das Almas no município de Capão Bonito. 

## Extensão
Percorre neste trajeto uma distância de mais ou menos 39 quilômetros.

## Referência
- Mapa Rodoviário do Estado de São Paulo - (2004) - DER